# Барбу, Наталья Васильевна
Ната́лья Васильевна Ба́рбу (рум. Natalia Barbu; род. 22 августа 1979, Бельцы, Молдавская ССР, СССР) — молдавская певица, победитель национального конкурса «Moldstar», призёр международных фестивалей «Mamaia», «Славянский базар», «Новая волна» и «Maluri de Prut». Народная артистка Молдавии (2010), Мастер искусств Молдавии (2001). Представительница Молдовы на конкурсе песни «Евровидение» в 2007 и в 2024 годах.

## Биография
Родилась в городе Бельцы на севере Молдавии в семье Анны Барбу, эстрадной певицы, ставшей народной артисткой Молдовы в 2011 году. В 1986 году семья переехала в город Рыбницу. Наталья училась в школе с молдавским языком обучения, занималась в музыкальной школе по классу скрипки. С 12 лет играла на свадьбах.
После окончания школы Наталья продолжила обучение в Кишинёвском музыкальном училище им. Стефана Няги, где выступала в составе фольклорного оркестра — сначала как скрипачка, а затем как вокалистка. В это же время она пробовала свои силы в джазе и поп-музыке.
В 1998 году Наталья окончила музыкальное училище и стала выступать в качестве скрипачки в фольклорном ансамбле «Мугурел». В этом же году в качестве певицы она принимает участие в трёх музыкальных фестивалях и везде завоёвывает призовые места: первая премия Фестиваля эстрадной музыки им. Михаэлы Рунчану (Festivalul de Muzică Uşoară «Mihaela Runceanu»), приз Национального конкурса эстрадной музыки «Малурь де Прут» (Concursului National de Muzică Uşoară «Maluri de Prut»), гран-при Фестиваля эстрадной музыки «Мамая» (Festivalul de Muzică Uşoară «Mamaia») в Румынии.
В 1999 году Наталья участвовала в Конкурсе молодых исполнителей эстрадной песни «Витебск» в рамках Международного фестиваля искусств «Славянский базар в Витебске» (Белоруссия), где была награждена специальным дипломом Международной федерации фестивальных организаций (FIDOF). Обладатели такого диплома имеют право участия в фестивалях-членах FIDOF (например, в фестивале в Сан-Ремо) без прохождения отборочного этапа.
В 2000 году Наталья ненадолго становится участницей кишинёвской поп-рок-группы «Миллениум», однако вскоре решает вернуться к сольной карьере. В этом же году она поступила в кишинёвскую Государственную консерваторию им. Гавриила Музическу, однако окончить её Наталье не удалось из-за частых гастролей и выступлений на концертах и конкурсах.
В 2011 году вышла замуж за румынского миллионера — Адриана Сота. 25 декабря 2011 года родила сына, которого назвали Виктором.

## Евровидение
В мае 2007 года Наталья Барбу с песней «Fight» на английском языке представляла Молдавию на конкурсе песни «Евровидение-2007», который прошёл в столице Финляндии городе Хельсинки (в этом году Молдавия участвовала в конкурсе «Евровидение» в третий раз). Наталья Барбу заняла 10 место со 109 очками.

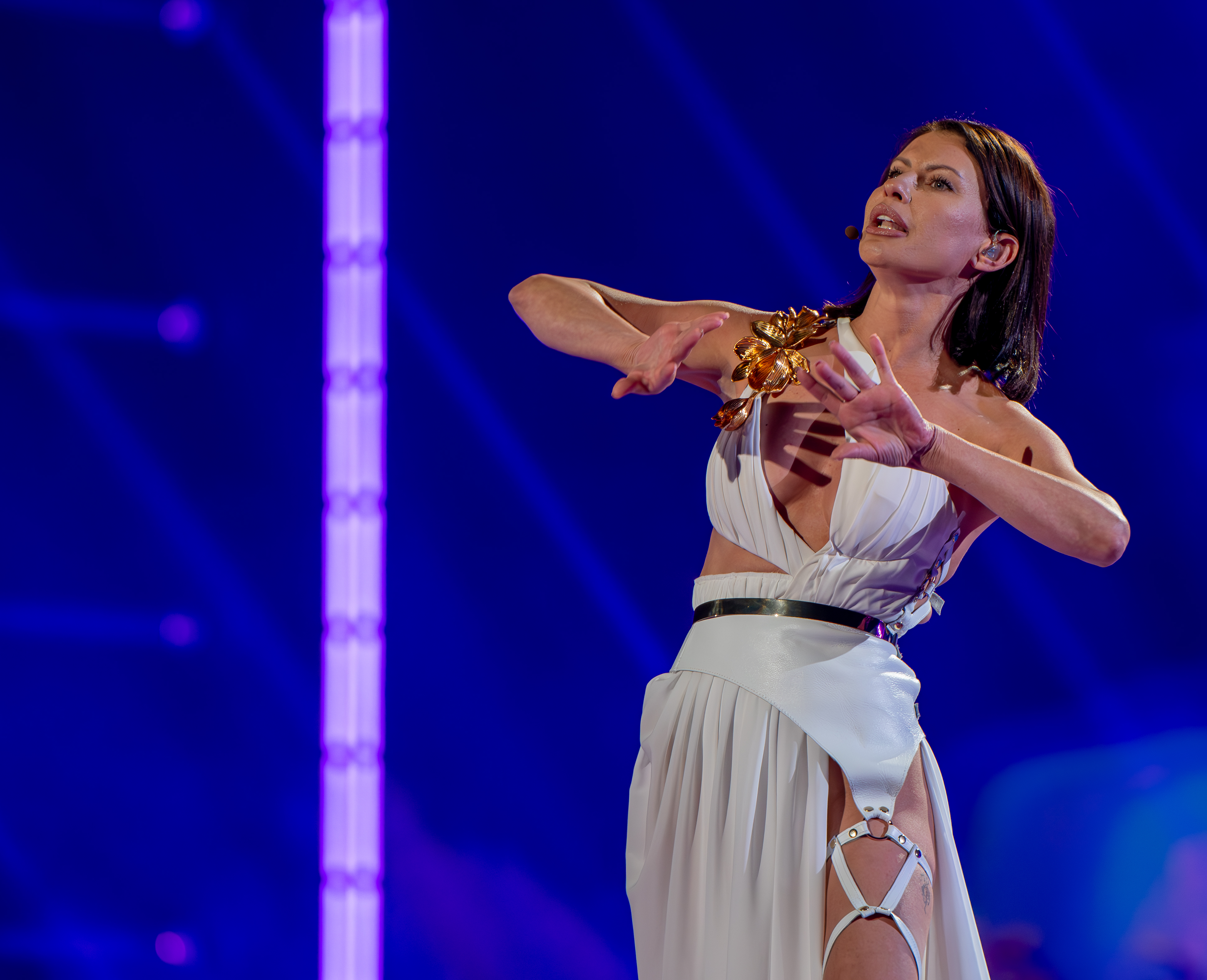
ESC 2024

В 2024 году снова выиграла отбор Молдовы и представила страну на «Евровидении-2024» в Мальмё с песней «In the Middle», но не прошла в финал.